# Adolf Bertram
Adolf Bertram (Hildesheim, 14 maart 1859 – Jauernig, 6 juli 1945) was aartsbisschop van Breslau en kardinaal van de Katholieke Kerk. Hij was een invloedrijk man in het kardinalencollege, voorzitter van de Duitse bisschoppenconferentie en genoot vermaardheid als theoloog en historicus. Hij bevorderde het streven van de Katholieke Actie en bestreed de heidense levensstijl van het nationaalsocialisme.

## Biografie
Adolf was de zoon van Franz Betram en Karoline Müller. Na zijn studie aan het seminarie van Hildesheim vervolgde hij zijn theologische studie aan de universiteiten van München, Innsbruck en Würzburg; in Würzburg behaalde hij in 1883 zijn doctoraal theologie. Aan de Pauselijke Universiteit Gregoriana in Rome behaalde hij in 1884 zijn doctoraal kerkelijk recht.
In 1881 was Adolf tot priester gewijd. Op 26 april 1906 werd hij gekozen tot bisschop van Hildesheim, gevolgd door zijn aanstelling 8 jaar later als bisschop van Breslau, hoewel het bisdom Breslau inmiddels was opgeheven. Zijn optreden tijdens de volksraadpleging in Silezië, waardoor bepaald zou worden of het gebied toekwam aan Duitsland of Polen, wekte grote afkeer onder Poolse nationalisten; in een decreet had Adolf bepaald dat het de geestelijken niet toegestaan was deel te nemen aan politieke activiteiten.
Op 4 december 1916 werd Adolf in pectore tot kardinaal verheven. De vrees bestond, dat de geallieerden zich zouden verzetten tegen zijn benoeming (in het bijzonder het koninkrijk Italië). Na de Eerste Wereldoorlog werd alsnog zijn benoeming in 1919 gepubliceerd, waarbij hij de titelkerk Sint-Agnes buiten de muren kreeg toegewezen. Nadat Breslau in 1930 verheven werd tot aartsbisdom werd Adolf de eerste aartsbisschop.
In de hoedanigheid van voorzitter van de Duitse bisschoppenconferentie van Fulda was Bertram de hoogste vertegenwoordiger van de Katholieke Kerk in Duitsland. Al in een vroeg stadium verzette hij zich daarbij tegen het gedachtegoed van de nazi’s. Zo weigerde hij in 1930 een begrafenismis van een nationaalsocialist voor te gaan omdat hij zich openlijk verzette tegen de verheerlijking van het Arisch ras. Tijdens de Tweede Wereldoorlog bleef Bertram in Breslau, van waaruit hij zich hevig verzette tegen het naziregime, dat hij als immoreel bestempelde. Hij verzette zich vooral tegen de propaganda en organisatie van het project Lebensborn. Dit leidde ertoe dat de aartsbisschop door de nazi’s beperkt werd in zijn optreden. Echter, Bertram stuurde wel elk jaar op de verjaardag van Hitler een felicitatietelegram aan Hitler. Verder bracht Bertram de Hitler-groet.
Ondanks de druk van de naziregering om Breslau in 1945 te verlaten voor de oprukkende Sovjettroepen weigerde Adolf daaraan gehoor te geven. Uiteindelijk besloot hij zich terug te trekken op kasteel Johannesberg, Jauernig, waar hij op 6 juli 1945 stierf. Na aanvankelijk begraven te zijn op de plaatselijke begraafplaats werd Adolf Bertram in 1991 herbegraven in de kathedraal van Breslau, het huidige Wrocław.

## Visie
Adolf Bertram werd na zijn dood geroemd om zijn optreden tegen het nazisme. Veel later kwamen er ook kritische geluiden te horen ten opzichte van het optreden van de kardinaal. Bij de introductie van de sterilisatiewetten in 1936 zou Adolf Bertram volgens Peter Godman geen actie hebben ondernomen; hij meende dat het standpunt in deze kwestie rechtstreeks van het Vaticaan moest komen. In 1940 veroordeelde Bertram het programma Lebensborn als geïnstitutionaliseerde echtbreuk. In 1945 liet hij op 1 mei in alle parochies van zijn aartsbisdom Breslau in Silezië een requiem opdragen voor de gevallenen, de naam van de Führer had Bertram of zijn secretaris echter doorgekrast. Echter, voor de Joden en voor andere door de nazi's vervolgden is nooit in de kerken van zijn bisdom gebeden. Ook de Neurenberger Rassenwetten en de Kristalnacht was aanleiding voor een oorverdovend zwijgen. Tijdens het Derde Rijk was Bertram voor een behoedzame politiek van diplomatieke protesten bij de regering.

## Werken
- Gesch. des Bistums Hildesheim (3 dln., 1899-1925)
- Im Geiste und Dienst der Katholischen Aktion (1929)
- Charismen priesterlichen Gesinnung und Arbeit (1931)

- Bibliothèque nationale de France: cb12746437c (data)
- Gemeinsame Normdatei: 118510134
- International Standard Name Identifier: 0000 0001 0907 6456
- Library of Congress Control Number: n83226794
- Nationale Bibliotheek van Tsjechië: kpwa5741
- Nationale Bibliotheek van Israël: 987007258667205171
- Nationale Bibliotheek van Polen: a0000001207073
- Nederlandse Thesaurus van Auteursnamen: 069685037
- Réseau des bibliothèques de Suisse occidentale: 02-A003000132
- Istituto Centrale per il Catalogo Unico: LIAV093629
- SNAC: w68q0bs0
- Système universitaire de documentation: 120419149
- Virtual International Authority File: 61672900
- WorldCat: E39PBJyhc7BgCDf7Jkw9M3R3Qq